# Bomarea huanuco
Bomarea huanuco là một loài thực vật có hoa trong họ Alstroemeriaceae. Loài này được Hofreiter mô tả khoa học đầu tiên năm 2006.